# 笠井誠一
笠井 誠一（かさい せいいち、1932年 - 2025年6月12日）は、日本の洋画家。立軌会同人、愛知県立芸術大学名誉教授。

## 略歴
1932年、札幌市生まれ。1957年、東京芸術大学卒業。1959～66年、滞仏。1985年から立軌会同人。1991年、名古屋市芸術賞芸術特賞。2001年、安田火災東郷青児美術館大賞受賞・同記念展。2015年、笠井誠一展（札幌芸術の森美術館）、2018年、笠井誠一展（練馬区立美術館）。2018年、瑞宝中綬章受章。
2025年6月12日、老衰のため、自宅で亡くなった。93歳。

## 年表
- 1932	札幌市に生まれる
- 1957	東京芸術大学油画科(伊藤廉教室)卒業
- 1959	東京芸術大学専攻科修了
- 仏政府給費留学生として渡仏
- 国立パリ美術学校に於てブリアンション教室に学ぶ
- 1960	サロン・ドートンヌ出品（65年まで）
- 1961	サロン・ナショナル・デ・ボザール出品（65年まで）
  - ギャラリー・サンプラシッド（パリ）にて個展
- 1962	サロン・ドートンヌ出品作品仏政府買上
- 1966	帰国後東京に住む　新樹会出品（三越日本橋本店、～1976年最終展）
- 1967	滞欧作品展（東京）	
  - 愛知県立美術大学講師となる
- 1968	個展（札幌・名古屋）
- 1969	個展（名古屋）
- 1970	愛知県立芸術大学助教授となる
- 1973	新樹会同人となる
  - 画家歩みの展
- 1974	愛知県立芸術大学教授となる
  - 上野の森85年の歩み展
  - 「黎の会」を結成
- 1977	「和の会」を結成
- 1978	「昭樹会」を結成
- 1980	文部省在外研究員として6ヶ月間滞仏
- 1981	帰国　個展（泰明画廊、東京梅田画廊、大阪・梅田画廊）
- 1982	国際形象展出品（1984年まで）
- 1985	立軌会会員となる
- 1990	名古屋市芸術賞受賞
- 1994	国際水彩画ビエンナーレ（メキシコ水彩画美術館）
- 1996	立軌会出品作品《ウクレレと冬瓜とグロリオサのある生物》愛知県美術館収蔵
- 1997	個展（ハーモニー美術館・尾西市）	
  - 愛知県立芸術大学退官記念展（愛知県立芸術大学芸術資料館他）
- 1998	愛知県立芸術大学名誉教授となる
- 1999	個展（日本橋三越他）
- 2001	第24回安田火災東郷青児美術館大賞受賞	
  - 同賞受賞記念開催（安田火災東郷青児美術館）
  - 個展（泰明画廊）
  - 2003	東郷青児美術館25周年記念「25人の絵画展」（損保ジャパン東郷青児美術館）
  - 東美アートフェア（東京美術倶楽部）
- 2009	個展（泰明画廊）
- 2011	画集刊行記念展（泰明画廊、名古屋画廊、大阪・梅田画廊）
- 2013	個展（泰明画廊）
- 2015	笠井誠一展（札幌芸術の森美術館）
- 2018	笠井誠一展 ～形の世界～（練馬区立美術館）
- 2019	北海道文化賞受賞
- 笠井誠一展（泰明画廊）